# Mayabeque (prowincja)
Mayabeque − jedna z prowincji Kuby. Jednostka została utworzona 1 stycznia 2011 roku na mocy decyzji Zgromadzenia Narodowego Władzy Ludowej z 1 sierpnia 2010 roku z podziału prowincji Hawana. Prowincja składa się z 11 gmin ze stolicą w San José de las Lajas. Jej nazwa pochodzi od rzeki Mayabeque i plaży Mayabeque. Mayabeque jest najmniejszą z prowincji, nie licząc miasta na prawach prowincji (Hawany).
WMayabeque rozwija się uprawa ziemniaków, owoców, warzyw, trzciny cukrowej i hodowla zwierząt, głównie krów mlecznych. Przemysł jest obecny w San José de las Lajas i Santa Cruz del Norte.
| Gmina                 | km²      | Populacja | os./km² |
| --------------------- | -------- | --------- | ------- |
| Bejucal               | 116,36   | 26.966    | 231,7   |
| San José de las Lajas | 592,67   | 74.186    | 125,2   |
| Jaruco                | 275,9    | 25.135    | 91,1    |
| Santa Cruz del Norte  | 379,38   | 34.216    | 90,2    |
| Madruga               | 459,58   | 29.805    | 64,9    |
| Nueva Paz             | 522,8    | 25.471    | 48,7    |
| San Nicolás de Bari   | 228,86   | 20.695    | 90,4    |
| Güines                | 433,09   | 67.919    | 156,8   |
| Melena del Sur        | 233,56   | 20.646    | 88,4    |
| Batabanó              | 263,43   | 26.944    | 102,3   |
| Quivicán              | 227,1    | 29.463    | 129,7   |
| Razem                 | 3.732,73 | 381.446   | 102,2   |